# George Cooper (acteur, 1892-1943)
Pour les articles homonymes, voir Cooper et George Cooper.
George Cooper est un acteur américain, né le 12 décembre 1892 à Newark (New Jersey), mort le 9 décembre 1943 à Los Angeles (district de Sawtelle (en), Californie).

## Biographie
Acteur de second rôle (ou tenant des petits rôles non crédités) au cinéma, George Cooper débute dans une série de courts métrages, les trois premiers sortis dès 1911 ; certains sont réalisés par Allan Dwan, dont The Tragedy of Whispering Creek (1914, avec Murdock MacQuarrie et Pauline Bush).
Parmi ses films muets notables, citons The Nth Commandment de Frank Borzage (1923, avec Colleen Moore et James W. Morrison), Le Cargo infernal de Victor Fleming (1925, avec Wallace Beery et Pauline Starke), Rose-Marie de Lucien Hubbard (1928, avec Joan Crawford et James Murray) et La Piste de 98 de Clarence Brown (1928, avec Dolores del Río et Ralph Forbes).
Après le passage au parlant, mentionnons Paid de Sam Wood (1930, avec Joan Crawford et Robert Armstrong), La Pécheresse d'Harry Beaumont (1931, avec Joan Crawford et Clark Gable), La Course de Broadway Bill (1934, avec Warner Baxter et Myrna Loy) et L'Extravagant Mr. Deeds (1936, avec Gary Cooper et Jean Arthur), ces deux derniers réalisés par Frank Capra.
Le dernier de ses deux-cent-dix-sept films américains sort en 1940. Il meurt prématurément en décembre 1943, trois jours avant son 51e anniversaire.

## Filmographie partielle

### Période du muet
- 1911 : Forgotten ou An Answered Prayer de Van Dyke Brooke (court métrage)
- 1912 : The Picture Idol de James Young (court métrage) : le colocataire d'Howard
- 1913 : Bianca de Robert Thornby (court métrage) : Beppo alias Tony
- 1914 : Ginger's Reign de Burton L. King
- 1914 : The Masked Dancer de Burton L. King
- 1914 : The Tragedy of Whispering Creek d'Allan Dwan (court métrage) : le Kid
- 1914 : The Unlawful Trade d'Allan Dwan (court métrage) : le jeune Tate
- 1914 : The Hopes of Blind Alley d'Allan Dwan : le concierge
- 1916 : Charlot fait la noce (A Night Out) de George D. Baker : Waldo Deacon
- 1917 : La Menace dans l'ombre (The Auction Block) de Laurence Trimble : Jimmy Knight
- 1918 : The Struggle Everlasting de James Kirkwood Sr. : Slimy Thing
- 1919 : The Dark Star d'Allan Dwan : M. Brandes
- 1920 : Chains of Evidence de Dallas M. Fitzgerald : George Brownlow
- 1921 : The Fox de Robert Thornby : K. C. Kid
- 1921 : La Coupable (I Am Guilty) de Jack Nelson : Dillon
- 1921 : For Those We Love d'Arthur Rosson
- 1922 : Les Bons Larrons (Turn to the Right) de Rex Ingram : Mugsy
- 1923 : The Nth Commandment de Frank Borzage : Max Plute
- 1923 : La Lettre d'amour (The Love Letter) de King Baggot : Red Mike
- 1923 : Suzanna de F. Richard Jones : Miguel
- 1923 : Quicksands de Jack Conway : Matt Patterson
- 1923 : Trois Femmes pour un mari (The Eternal Three) de Marshall Neilan et Frank Urson
- 1923 : Après la tempête (Little Church Around the Corner) de William A. Seiter : Jude Burrows
- 1924 : Torment de Maurice Tourneur : Chick Fogarty
- 1924 : Vers le devoir (Through the Dark) de George W. Hill : Travel
- 1924 : Princesse de music-hall (Unmarried Wives) de James P. Hogan : Joe Dugan
- 1925 : La Femme de quarante ans (Smouldering Fires) de Clarence Brown : Mugsy
- 1925 : The Lawful Cheater de Frank O'Connor : Johnny Burns
- 1925 : Déchéance (The Goose Woman) de Clarence Brown
- 1925 : Le Cargo infernal (The Devil's Cargo) de Victor Fleming : Jerry Dugan
- 1925 : La Rançon (The Great Divide) de Reginald Barker : Shorty
- 1926 : Le Dé rouge (Red Dice) de William K. Howard : Squint Coggins
- 1926 : The Wise Guy de Frank Lloyd : le Bozo
- 1926 : Pals First d'Edwin Carewe
- 1926 : Shadow of the Law de Wallace Worsley
- 1927 : La Femme aux diamants (Women Love Diamonds) d'Edmund Goulding : Snub Flaherty
- 1928 : Rose-Marie de Lucien Hubbard : Fuzzy
- 1928 : La Piste de 98 (The Trail of '98) de Clarence Brown : Samuel Foote
- 1928 : Ciel de gloire (Lilac Time) de George Fitzmaurice et Frank Lloyd : l'aide-mécanicien (+ version sonore)

### Période du parlant

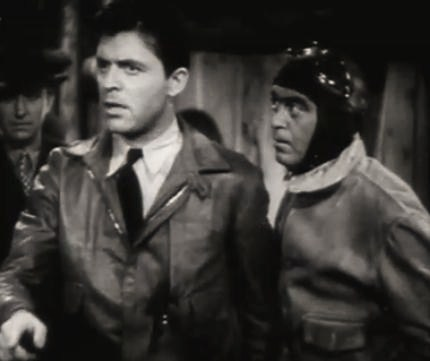
Avec Lyle Talbot (à g.), dans Murder in the Clouds (1934)

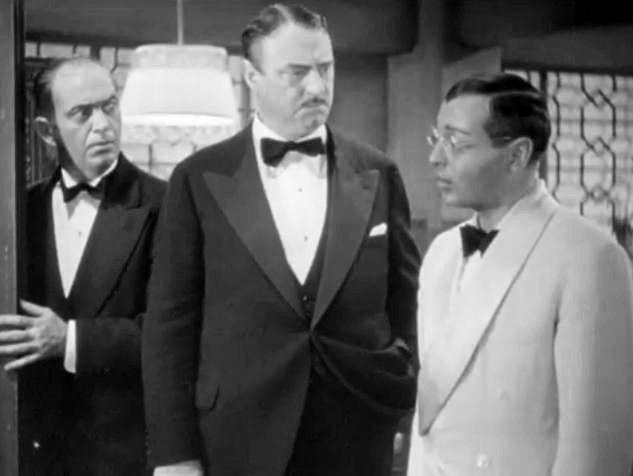
De g. à d. : George Cooper, Sig Ruman et Peter Lorre, dans L'Énigmatique M. Moto (1937)

- 1928 : Forains (The Barker) de George Fitzmaurice : Hap Spissel
- 1929 : Le Spectre vert (The Unholy Night) de Lionel Barrymore : Frey, l'ordonnance de Lord Montague
- 1930 : Le Geste révélateur (Shooting Straight) de George Archainbaud : Chick
- 1930 : Sous le ciel du Texas (Under a Texas Moon) de Michael Curtiz : Philipe
- 1930 : Les Renégats (Renegades) de Victor Fleming : Harry A. Biloxi
- 1930 : Il faut payer (Paid), de Sam Wood : Red
- 1931 : La Pécheresse (Laughing Sinners) d'Harry Beaumont : Joe
- 1931 : Gentleman's Fate de Mervyn LeRoy
- 1932 : Je suis un évadé (I Am a Fugitive from a Chain Gang) de Mervyn LeRoy : un vaudevillien
- 1932 : Uptown New York de Victor Schertzinger
- 1933 : Grande Dame d'un jour (Lady for a Day) de Frank Capra : « Cheesecake »
- 1933 : Grand Slam de William Dieterle : Josh
- 1933 : Toujours dans mon cœur (Ever in My Heart) d'Archie Mayo : le soldat Lefty
- 1933 : Mary Stevens, M.D. de Lloyd Bacon : Pete
- 1934 : The Big Shakedown de John Francis Dillon : Shorty
- 1934 : Murder in the Clouds de D. Ross Lederman : « Wings »
- 1934 : La Course de Broadway Bill (Broadway Bill) de Frank Capra : Joe
- 1935 : Doubting Thomas de David Butler
- 1936 : Sitting on the Moon de Ralph Staub : le chauffeur de taxi
- 1936 : L'Extravagant Mr. Deeds (Mr. Deeds Goest to Town) de Frank Capra : Bob
- 1936 : Aventure à Manhattan (Adventure in Manhattan) d'Edward Ludwig : Duncan
- 1936 : The Phantom Rider de Ray Taylor (serial) : Spooky
- 1937 : Un homme qui se retrouve (The Man Who Found Himself) de Lew Landers : Hobo
- 1937 : L'Énigmatique M. Moto (Think Fast, Mr. Moto) de Norman Foster : Muggs Blake
- 1937 : Portia on Trial de George Nichols Jr. : Efe
- 1938 : Des hommes sont nés (Boys Town) de Norman Taurog : Tramp
- 1938 : Amants (Sweethearts) de W. S. Van Dyke : un électricien
- 1939 : Chantage (Blackmail) d'H. C. Potter : Hawley
- 1939 : Monsieur Smith au Sénat (Mr. Smith Goes to Washington) de Frank Capra : un serveur